# Nemaspela gagrica
Nemaspela gagrica – gatunek kosarza z rodziny Nemastomatidae.
Gatunek ten został opisany w 2013 roku przez A.N. Czemerisa na podstawie dwóch samców z jaskini Samra.
Bezoki kosarz o miękkim ciele długości blisko 2 mm i szerokości nieco ponad milimetra. Prawie gładkie karapaks i scutum są rozdzielone ledwo widoczną bruzdą. Samiec ma długie szczękoczułki z wydłużoną, maczugowatą, u szczytu owłosioną apofizą na ich nasadowym członie. Owłosienie na nieco nabrzmiałych nogogłaszczkach dwojakie: długie i krótkie. Rzepka nogogłaszczków krótsza od zakrzywionego uda. Samiec ma prącie długości 1,56 mm, o nieco pogrubionej żołędzi, która stopniowo przechodzi w długi i cienki stylus. 
Pajęczak znany wyłącznie z jednej jaskini w masywie Arabiki, w Abchazji.